# Iakov Kniajnin
Iakov Borisovici Kniajnin (în rusă: Я́ков Бори́сович Княжни́н, n. 3 noiembrie 1742 sau 1740 - d. 1 ianuarie 1791) a fost un dramaturg rus.
Alături de Aleksandr Sumarokov, a fost reprezentant de seamă al clasicismului dramatic rus.
A scris tragedii influențate de Corneille și Voltaire, de argument istoric și comedii cu influențe din drama burgheză occidentală.

## Scrieri
- 1779: Necazurile provocate de caretă ("Несчастие от кареты")
- 1786: Fanfaronul ("Хвастун")
- 1789: Vadim din Novgorod ("Вадим Новгородский")
- 1790: Extravganții ("Чудаки")
- 1794: Roslav ("Росслав").